# More Grey
Pour les articles homonymes, voir Grey.
More Grey : Cinquante Nuances plus claires par Christian (titre original : Freed: Fifty Shades Freed as Told by Christian) est une romance érotique écrite par la britannique E. L. James et parue en juin 2021 aux États-Unis puis traduite en français et publiée la même année.
Ce livre reprend entièrement les éléments décrits dans le roman Cinquante Nuances plus claires mais en les relatant cette fois du point de vue de Christian Grey.

## Résumé
Mariage, lune de miel, tout semble parfait pour Anastasia et Christian... Mais Jack Hyde, l'ancien patron d'Anastasia, ne semble pas vouloir accepter d'avoir été licencié par Christian Grey. Il va tout faire pour s'en prendre aux deux jeunes mariés. Mais qu'est-ce qui le pousse à tout cela ? Une simple vengeance pour avoir été renvoyé, ou bien y a-t-il autre chose qui pourrait expliquer une telle rancœur ?

## SérieCinquante Nuances
1. Cinquante Nuances de Grey, Jean-Claude Lattès, 2012 ((en) Fifty Shades of Grey, Vintage Books, 2012), trad. Denyse Beaulieu  (ISBN 978-2-7096-4252-1)
2. Cinquante Nuances plus sombres, Jean-Claude Lattès, 2013 ((en) Fifty Shades Darker, Vintage Books, 2012), trad. Aurélie Tronchet  (ISBN 978-2-7096-4253-8)
3. Cinquante Nuances plus claires, Jean-Claude Lattès, 2013 ((en) Fifty Shades Freed, Vintage Books, 2012), trad. Denyse Beaulieu  (ISBN 978-2-7096-4254-5)
4. Grey, Jean-Claude Lattès, 2015 ((en) Grey, Vintage Books, 2015), trad. Denyse Beaulieu, Dominique Defert et Carole Delporte  (ISBN 978-2-7096-5056-4)
5. Darker, Jean-Claude Lattès, 2017 ((en) Darker, Vintage Books, 2017), trad. Denyse Beaulieu, Dominique Defert et Carole Delporte  (ISBN 978-2-7096-6178-2)
6. More Grey, Jean-Claude Lattès, 2021 ((en) Freed, Vintage Books, 2021), trad. Denyse Beaulieu, Dominique Defert et Carole Delporte  (ISBN 978-2-7096-6932-0)

## Éditions
- E. L. James, Freed: Fifty Shades Freed as Told by Christian, Vintage Books, 1er juin 2021, 768 p.  (ISBN 978-1-78746-808-5)
- E. L. James, More Grey, Jean-Claude Lattès, 16 juin 2021, trad. Denyse Beaulieu, Dominique Defert et Carole Delporte, 718 p.  (ISBN 978-2-7096-6932-0)